# Флаг Уваровского района
Флаг муниципального образования Ува́ровский район Тамбовской области Российской Федерации — опознавательно-правовой знак, служащий официальным символом муниципального образования.
Флаг утверждён 28 июня 2011 года и внесён в Государственный геральдический регистр Российской Федерации с присвоением регистрационного номера 8529.

## Описание
«Прямоугольное полотнище с отношением ширины к длине 2:3, воспроизводящее композицию герба Уваровского района Тамбовской области в зелёном, жёлтом, малиновом и чёрном цветах».
Геральдическое описание герба гласит: «В зелёном поле золотое, с пурпурными плодами вишнёвое дерево, ствол которого у самого основания разделяется на четыре тонких, многократно переплетающихся стебля с листвой и плодами на концах, причём два стебля короткие, расположенные веерообразно, а два длинные, листва на концах которых — вверху и сливается в единую крону; сопровождаемое в оконечности — узким волнистым серебряным поясом, а по сторонам — двумя золотыми, с чёрными полосами на брюшке, пчёлами».

## Символика
В районе достаточно много вишнёвых садов, а также развито бортничество, поэтому на флаге изображено стилизованное изображение дерева. Учитывая, что в древние годы эта территория относилась к засечной черте, то в рисунке дерева изображены как бы ловушки, которые использовались пограничными сторожами.
Белая полоса — река Ворона.